# ساتسومی ماتسودا
ساتسومی ماتسودا (انگلیسی: Satsumi Matsuda؛ زادهٔ ۱۷ ژوئیهٔ ۱۹۹۳) صداپیشه اهل ژاپن است. وی از سال ۲۰۱۳ میلادی تاکنون مشغول فعالیت بوده‌است.